# 샤를 드코스테르

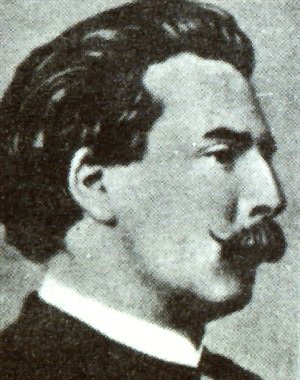
샤를 드코스테르

샤를 드코스테르(Charles De Coster, 1827년 8월 20일 ~ 1879년 5월 7일)는 벨기에의 소설가이다. 대표작은 틸 오일렌슈피겔 전설을 바탕으로 1867년 제작한 《틸 오일렌슈피겔과 라메 괴자크의 전설 (The Legend of Thyl Ulenspiegel and Lamme Goedzak)》이 있다.